# Stade Pierre-Aliker
Stade Pierre Aliker is een voetbalstadion in de hoofdstad van Martinique, Fort-de-France. Er is plaats voor 18.000 toeschouwers.
In 2007 werd het stadion vernoemd naar Lamentin Pierre Aliker. Dat was ter ere van zijn 100ste verjaardag.

## Caribbean Cup 2010
Het stadion werd in 2010 gebruikt voor de Caribbean Cup 2010. In totaal werden alle 16 wedstrijden in dit stadion gespeeld. Op dat toernooi won Jamaica in de finale van Guadeloupe.
| №  | Datum            | Wedstrijd                       | Uitslag        | Caribbean Cup 2010 | Toeschouwers |
| -- | ---------------- | ------------------------------- | -------------- | ------------------ | ------------ |
| 1  | 26 november 2010 | Trinidad en Tobago – Cuba       | 0 – 2          | Groepsfase         | 5.000        |
| 2  | 26 november 2010 | Martinique – Grenada            | 1 – 1          | Groepsfase         | 6.000        |
| 3  | 27 november 2010 | Guyana – Guadeloupe             | 1 – 1          | Groepsfase         | 2.500        |
| 4  | 27 november 2010 | Jamaica – Antigua en Barbuda    | 3 – 1          | Groepsfase         | 3.000        |
| 5  | 28 november 2010 | Grenada – Trinidad en Tobago    | 1 – 0          | Groepsfase         | 500          |
| 6  | 28 november 2010 | Martinique – Cuba               | 0 – 1          | Groepsfase         | 500          |
| 7  | 29 november 2010 | Antigua en Barbuda – Guyana     | 1 – 0          | Groepsfase         | 3.000        |
| 8  | 29 november 2010 | Guadeloupe – Jamaica            | 0 – 2          | Groepsfase         | 3.000        |
| 9  | 30 november 2010 | Cuba – Grenada                  | 0 – 0          | Groepsfase         | 2.000        |
| 10 | 30 november 2010 | Martinique – Trinidad en Tobago | 0 – 1          | Groepsfase         | 2.000        |
| 11 | 1 december 2010  | Guadeloupe – Antigua en Barbuda | 1 – 0          | Groepsfase         | 3.000        |
| 12 | 1 december 2010  | Guyana – Jamaica                | 0 – 4          | Groepsfase         | 3.000        |
| 13 | 3 december 2010  | Cuba – Guadeloupe               | 1 – 2          | Halve finale       | 2.000        |
| 14 | 3 december 2010  | Jamaica – Grenada               | 2 – 1          | Halve finale       | 4.000        |
| 15 | 5 december 2010  | Grenada – Cuba                  | 0 – 1          | Troostfinale       | 4.000        |
| 16 | 5 december 2010  | Guadeloupe – Jamaica            | 1 – 1 (p. 4–5) | Finale             | 4.000        |

## Caribbean Cup 2017
Op 25 januari 2017 werd bepaald dat het toernooi om de Caribbean Cup 2017 zou worden gespeeld in Martinique. Als stadion werd het Stade Pierre-Aliker aangewezen. Het toernooi startte op 22 juni om 18:00 met als openingswedstrijd Jamaica tegen Frans-Guyana. Dat was direct al de halve finale omdat op dit toernooi slechts vier landen meededen. De winnaar van dit duel plaatste zich dus gelijk voor de finale die drie dagen later (24 juni) gespeeld zou worden om half 8 plaatselijke tijd.
| № | Datum        | Wedstrijd                 | Uitslag        | Caribbean Cup 2017 |
| - | ------------ | ------------------------- | -------------- | ------------------ |
| 1 | 22 juni 2017 | Jamaica – Frans-Guyana    | 1 – 1 (p. 4–2) | Halve finale       |
| 2 | 22 juni 2017 | Curaçao – Martinique      | 2 – 1          | Halve finale       |
| 3 | 25 juni 2017 | Frans-Guyana – Martinique | 1 – 0          | Troostfinale       |
| 4 | 25 juni 2017 | Jamaica – Curaçao         | 1 – 2          | Finale             |